# Olena Kultschyzka

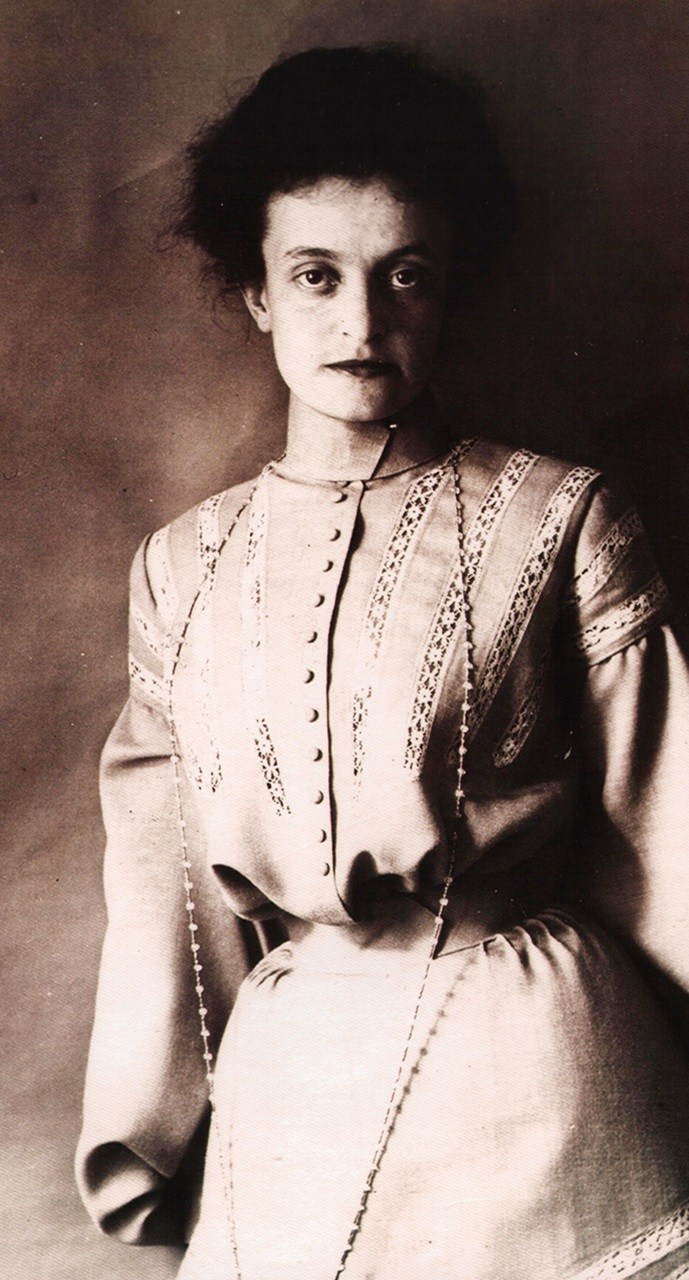
Olena Kultschyzka 1910

Olena Lwiwna Kultschyzka (ukrainisch Олена Львівна Кульчицька; * 15. September 1877 in Bereschany, Galizien, Österreich-Ungarn; † 8. März 1967 in Lwiw, Ukrainische SSR) war eine ukrainische Grafikerin, Malerin und Abgeordnete der Werchowna Rada.

## Leben
Olena Kultschyzka kam in der ostgalizischen Stadt Bereschany in der heute ukrainischen Oblast Ternopil zur Welt. Zwischen 1901 und 1903 absolvierte sie eine Kunstausbildung in Lemberg und von 1903 bis 1908 studierte sie an der Wiener Kunstgewerbeschule. Nach ihrem Studium reiste sie durch Frankreich, England und Deutschland, um sich mit dem künstlerischen Erbe und dem künstlerischen Leben der Länder Europas vertraut zu machen. 1909 kehrte sie nach Lemberg zurück und stellte dort erstmals, sehr erfolgreich, ihre Werke aus. Von 1910 bis 1938 lehrte sie an Gymnasien in Przemyśl, wo sie auch eine der Gründer des dortigen Heimatmuseums war. 
Während der 1920er und 1930er Jahre illustrierte sie mehr als siebzig Bücher und Kinderfabeln. Seit 1939 arbeitete in der ethnographischen Abteilung des Museums der Wissenschaftlichen Gesellschaft Schewtschenko in Lemberg und
von 1948 an war Kultschyzka dort Professorin an der Fakultät für Buchgrafik des Ukrainischen Polygraphischen Instituts Ivan Fedorov. 
Kultschyzka schuf vielfältige Kunstwerke: Malerei, Staffelei, Grafiken, Buchillustration und dekorative Kunst. Für ihre Grafiken verwendete sie verschiedene Techniken und schuf Holzschnitte, Linolschnitte, Kupferstiche sowie Radierungen. Ausstellungen ihrer zahlreichen Grafiken und Aquarelle fanden unter anderem in Krakau, Posen, Warschau, Kiew, Poltawa, Wien, Prag, Berlin, Rom, Toronto, Helsinki und Chicago statt. Sie starb 89-jährig in Lwiw und wurde dort auf dem Lytschakiwski-Friedhof beerdigt.
1971 wurde in Lwiw ein Museum zu ihr und ihrem Werk eröffnet.

## Ehrungen
- 1956: Volkskünstler der UkrSSR[3]
- 1957: Orden des Roten Banners der Arbeit[5]
- 1967: Taras-Schewtschenko-Preis[6]

Im Zentrum von Ternopil ist eine Straße nach ihr benannt.